# Гаймбах
Гаймбах (нім. Heimbach) — місто в Німеччині, знаходиться в землі Північний Рейн-Вестфалія. Підпорядковується адміністративному округу Кельн. Входить до складу району Дюрен.
Площа — 64,8 км2. Населення становить 4312 ос. (станом на 31 грудня 2020).